# Шуралёв, Владимир Михайлович

Церемония открытия памятника В. М. Шуралёву на Федеральном военном мемориальном кладбище 15 сентября 2020 года.

Влади́мир Миха́йлович Шуралёв (3 апреля 1935, Ковров, Владимирская область — 2 марта 2020, Москва) — советский военачальник, заместитель Министра обороны СССР (1990—1991). Генерал армии (15.02.1989).

## Биография
Родился в семье железнодорожника. Окончил Ковровский техникум железнодорожного транспорта в 1954 году. В 1954—1955 годах работал начальником гаража строительного участка железной дороги дороги Кумертау — Тюльган в (Башкирской АССР).

## Начало военной службы
В 1955 году призван в Советскую Армию. Окончил Ташкентское танковое училище в 1958 году. Командовал танковыми взводом, ротой в Группе советских войск в Германии. Член КПСС с 1959 года. В 1965 году окончил Военную академию бронетанковых войск, назначен командиром танкового батальона в Киевском военном округе. с 1967 года — начальник штаба танкового полка, с 1970 года — командир танкового полка, с 1971 по 1973 годы — начальник штаба мотострелковой дивизии в Киевском военном округе и Забайкальском военном округе.

## На старших и высших должностях
В 1975 году окончил Военную академию Генерального штаба Вооружённых сил ССР имени К. Е. Ворошилова. С 1975 года — командир танковой дивизии в Прибалтийском военном округе. С 1977 года — первый заместитель командующего, а с января 1979 года — командующий 8-й танковой армией в Прикарпатском военном округе. С июля 1980 года — командующий 2-й гвардейской танковой армией в Группе советских войск в Германии.
С марта 1984 года — первый заместитель главнокомандующего войсками Группы советских войск в Германии. С февраля 1985 года — командующий войсками Белорусского военного округа. Генерал-лейтенант танковых войск (30.10.1981). Генерал-полковник (29.04.1985).
С января 1989 года — представитель Главнокомандующего Объединенных Вооружённых Сил государств — участников Варшавского договора в Национальной народной армии Германской Демократической Республики. С 1990 года — заместитель Министра обороны СССР — Главный инспектор Министерства обороны СССР (освобожден от должности 14 декабря 1991 года). С декабря 1991 года — начальник Высших офицерских курсов «Выстрел» имени Маршала Советского Союза Б. М. Шапошникова. С апреля 1992 года — в запасе.
18 августа 1991 г. по поручению министра обороны СССР В.М. Шуралёв прибыл в г. Тбилиси в штаб КЗакВО. Утром 19 августа 1991 г. к нему в штаб округа доставили президента ГССР З.К. Гамсахурдиа. В.М. Шуралёв вручил З.К. Гамсахурдиа текст "обращения к народу", которое последний зачитал в полдень по грузинскому телевидению и заявил о том что Грузия поддерживает введение ГКЧП. 21 августа 1991 г.  В.М. Шуралёв убыл из Тбилиси в Москву.
Кандидат в члены ЦК КПСС в 1986—1990 годах. 
Жил в Москве. Активно участвовал в политической жизни, член партии «Справедливая Россия». Был членом Совета Клуба военачальников и председателем Московской областной Общественной организации ветеранов войны и военной службы ОО «Российский Союз Ветеранов». Также несколько лет работал консультантом в Генеральном штабе Вооружённых сил Российской Федерации. В последние годы жизни — ведущий аналитик Управления генеральных инспекторов Министерства обороны Российской Федерации.
Получил тяжелые травмы 1 марта 2020 года в дорожно-транспортном происшествии в результате наезда транспортного средства во дворе своего дома, от которых 2 марта скончался в ГБУЗ «НИИ СП им. Н. В. Склифосовского ДЗМ». Похоронен с воинскими почестями 5 марта на Федеральном военном мемориальном кладбище.

## Награды
- Орден Почёта (18.11.2010),
- Орден Ленина,
- Орден Октябрьской Революции,
- Орден Красной Звезды,
- Орден «За службу Родине в Вооружённых Силах СССР» 3-й степени,
- Медали СССР,
- Медали РФ,

Ордена и медали иностранных государств
- Орден «За заслуги перед Отечеством» в золоте (ГДР),
- Медаль «Братство по оружию» в золоте (ГДР, 1985),
- Медаль «40 лет освобождения Чехословакии Советской Армией» (ЧССР, 1985),
- Медаль «30-я годовщина Революционных Вооружённых сил Кубы» (Куба, 1986),
- другие медали.